# Lobzy (Březová)

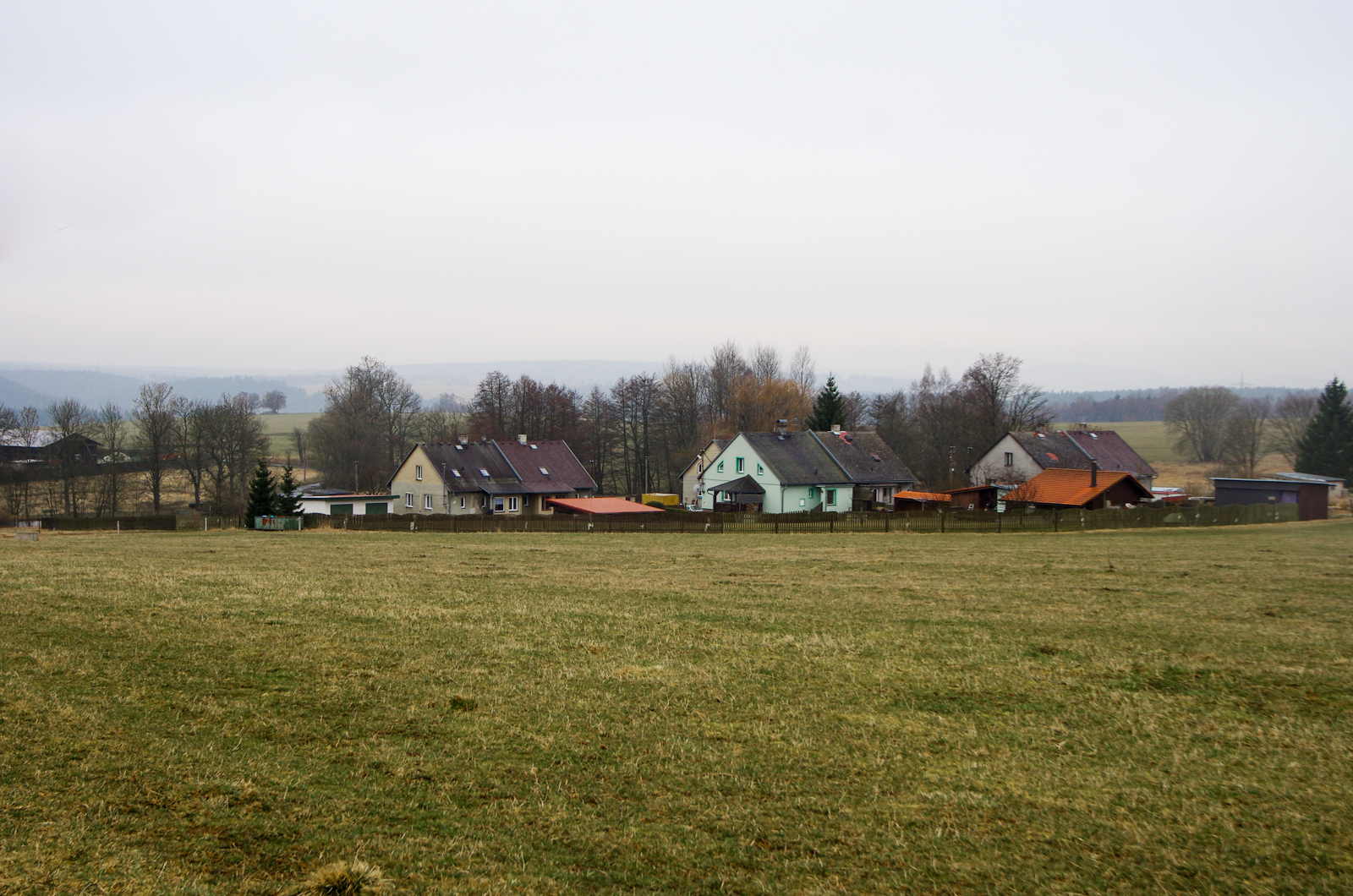
Blick auf das neue Dorf

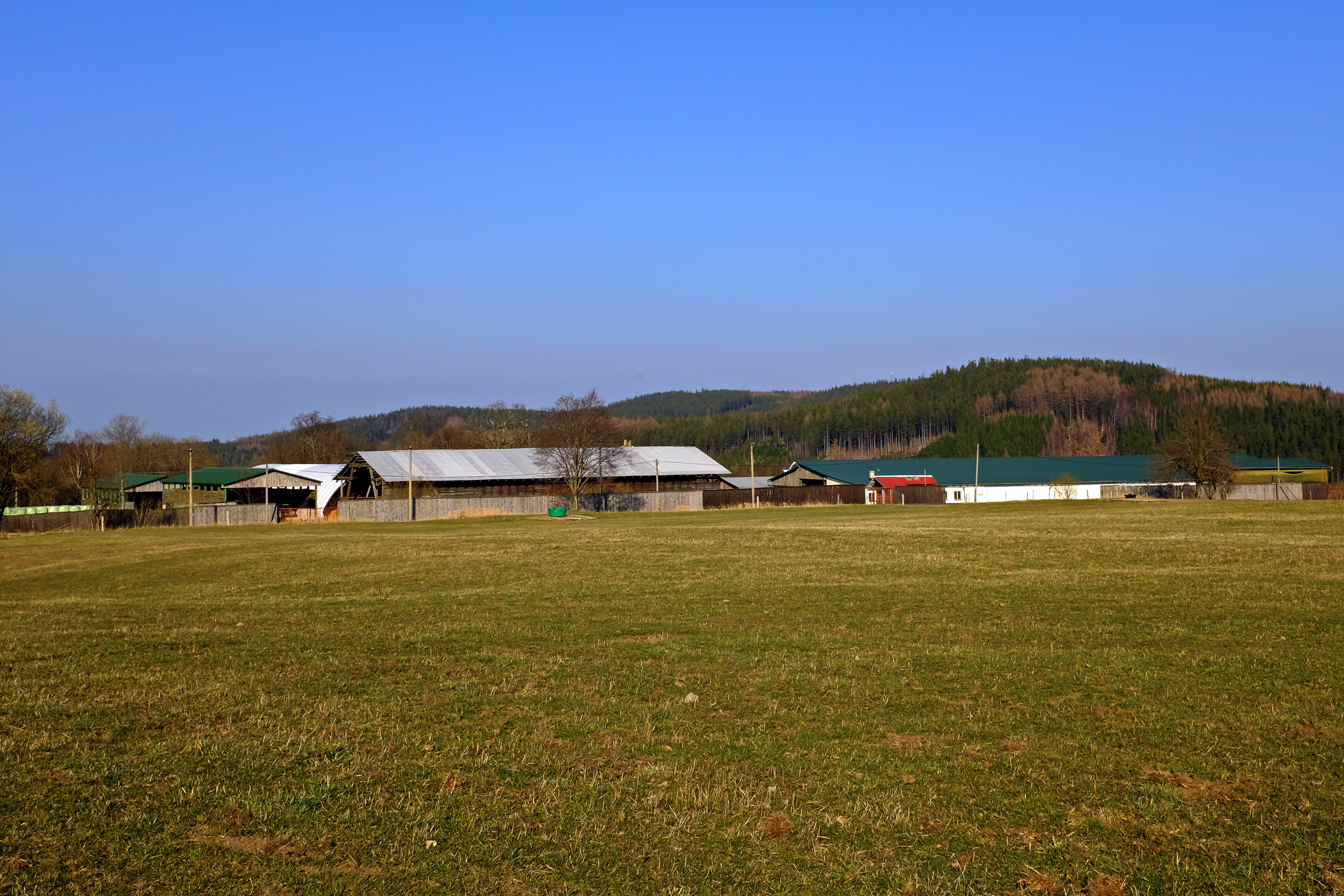
Gut Lobzy

Lobzy (deutsch Lobs) ist ein Ortsteil der Stadt Březová in Tschechien. Er liegt drei Kilometer südöstlich von Březová und  gehört zum Okres Sokolov.

## Geographie

### Geographische Lage
Lobzy befindet sich im nördlichen Kaiserwald auf einem Sattel über dem Tal des Baches Lobezský potok. Im Westen entspringt die Tisová.  Nördlich erhebt sich der Zlatý vrch (777 m), im Osten der Krudum (838 m) und Lobezský vrch (805 m).

### Nachbargemeinden
Nachbarorte sind Novina und Vítkov im Norden, Hrušková und Nadlesí im Nordosten, Třídomí und Horní Slavkov im Osten, Krásno im Südosten, Podstrání und Rovná im Süden, Krásná Lípa und Bystřina im Südwesten, Kamenice im Westen sowie Březová im Nordwesten.
Gegen Südosten liegt die Wüstung Čistá, an deren Stelle früher die Bergstadt Lauterbach stand.

## Geschichte
Die erste Erwähnung des Dorfes erfolgte im Jahre 1370. In die St. Laurenzi-Kirche von Lobs waren eingepfarrt die umliegenden Orte Grün, Kohling, Schwand und Steinbach. Ab 1850 bildete Lobs mit den Ortsteilen Grün, Kohling, Schwand und Steinbach eine Gemeinde im Gerichtsbezirk Falkenau. Ab 1868 gehörte das Dorf zum Bezirk Falkenau. Nach dem Münchner Abkommen 1938 wurde die Gemeinde ins Deutsche Reich eingegliedert und gehörte bis 1945 zum Landkreis Falkenau an der Eger. Nach dem Ende des Zweiten Weltkrieges kam der Ort zur Tschechoslowakei zurück. 1946 erfolgte die Vertreibung der Deutschen. Das Dorf wurde nicht wieder besiedelt und in den Truppenübungsplatz Císařský les, später Truppenübungsplatz (VVP) Prameny eingegliedert. 1947 wurde das Dorf dem Erdboden gleichgemacht. Nach der Aufhebung des VVP Prameny wurden 1954 die Fluren von Lobzy aus dem Militärgebiet in die Gemeinde Březová angegliedert. Die Ruine der Kirche wurde in den 1960er Jahren abgerissen und der Platz mit einem Kuhstall neu bebaut. Nachfolgend entstand in Lobzy eine Staatsfarm. Für deren Beschäftigte sollte in den 1960er Jahren eine neue Siedlung angelegt werden, jedoch war das Interesse zur Ansiedlung an dem abgelegenen Ort in den Bergen nur sehr mäßig. 1991 lebten in dem Dorf 14 Personen. Beim Zensus von 2001 wurden acht Wohnhäuser und 22 Einwohner gezählt.

## Kultur und Sehenswürdigkeiten
- Aussichtsturm auf dem Krudum
- Burgstall Plikenštejn, südlich des Dorfes

## Söhne und Töchter der Gemeinde
- Hermann Brandl (1874–1938), Lehrer und Heimatforscher
- Erhard Brandl (1923–1974), Prospektor und Erforscher der Kultur der Aborigines in Australien